# Ieronim Buzea
Ieronim Buzea (n. 23 octombrie 1873, Ștena (denumire veche), comitatul Târnava-Mare, Regatul Ungariei – d. 23 februarie 1941) a fost un deputat în Marea Adunare Națională de la Alba Iulia, organismul legislativ reprezentativ al „tuturor românilor din Transilvania, Banat și Țara Ungurească”, cel care a adoptat hotărârea privind Unirea Transilvaniei cu România, la 1 decembrie 1918.

## Biografie
Urmează școala primară în comuna Merchiașa din județul Târnava-Mare, iar apoi cursurile Liceului Ortodox din Brașov, pe baza cărora se înscrie la Seminarul Teologic Andreian din Sibiu, absolvind în 1894.
Funcționează un an ca învățător confesional în comuna Sadu, județul Sibiu, iar în 1895 este hirotonit preot și numit capelan pe lânga bunicul său, Iosif Lup, paroh în Stena, funcție pe care o păstrează până în 1905, când în urma morții bunicului său, devine el însuși preot paroh în Stena și în Filia Viscri, rămânând în funcție până la moarte. În două rânduri a fost protopop în Cohalm, funcție din care luptă activ împotriva stratificării din cadrul Școlii Confesionale Românești din comuna Paloș, județul Târnava-Mare.

## Activitatea politică
Ca deputat în Adunarea Națională din 1 decembrie 1918, Ieronim Buzea a fost delegat al Protopopiatului Cohalm.

## Recunoașteri
Pentru activitatea depusă în plan confesional, dar și în cel al luptei naționale a românilor ardeleni, Ieronim Buzea este distins cu brâu roșu de către I.P.S. Mitropolit Nicolae Bălan, iar Regele Ferdinand îi va acorda medalia „Răsplata muncii pentru biserică” și îl va numi membru al Ordinului Coroana României, în gradul de cavaler.